# Weno
Weno (anteriormente Moen) es una isla, un municipio y la mayor localidad de los Estados Federados de Micronesia. Está situada en el estado de Chuuk, en el norte occidental del océano Pacífico. Tiene su propio aeropuerto internacional, comodidades de hotel, restaurantes y cuevas naturales para los nadadores. A pesar de su posición como la ciudad más grande del país, no es la capital, ya que ésta es Palikir.
Es la segunda mayor isla de Chuuk y tiene una población de 17.624 habitantes en una superficie estimada en 20 kilómetros cuadrados, casi un tercio de la población del estado (54.585 habitantes en 2007).
Las lenguas oficiales son el inglés y el chuukés. En la misión católica de Weno, entre las misioneras mercedarias, consideradas una institución en el país, también se habla el español.

## Geografía
Weno se encuentra ubicado en la laguna de Chuuk y sus pueblos se encuentran principalmente en el noroeste de la isla: Sapuk, Penia, Peniesene, Tunnuk, Mechitiw, Iras, Nepukos, Mwan, Neuo, y Wichap, Abinup. Sirve como el principal centro de comercio y capital del estado y la segunda isla más poblada de los Estados Federados de Micronesia con una población de 13.856 en el censo de 2010.
El punto más alto es el Monte Teroken, con una elevación de 364 m (1.214 pies). El segundo punto más alto es el Monte Tonachau con una elevación de 230 m (750 pies).

### Clima
Weno tiene un Clima ecuatorial (según la clasificación climática de Köppen Af) con variaciones mínimas de temperatura a lo largo del año y con una gran cantidad de precipitación en todos los meses del año, sobre todo de abril a septiembre. Rara vez se alcanzan temperaturas inferiores a 20 °C o superiores a 34 °C.
| Parámetros climáticos promedio de Weno | Parámetros climáticos promedio de Weno | Parámetros climáticos promedio de Weno | Parámetros climáticos promedio de Weno | Parámetros climáticos promedio de Weno | Parámetros climáticos promedio de Weno | Parámetros climáticos promedio de Weno | Parámetros climáticos promedio de Weno | Parámetros climáticos promedio de Weno | Parámetros climáticos promedio de Weno | Parámetros climáticos promedio de Weno | Parámetros climáticos promedio de Weno | Parámetros climáticos promedio de Weno | Parámetros climáticos promedio de Weno |
| Mes                                    | Ene.                                   | Feb.                                   | Mar.                                   | Abr.                                   | May.                                   | Jun.                                   | Jul.                                   | Ago.                                   | Sep.                                   | Oct.                                   | Nov.                                   | Dic.                                   | Anual                                  |
| -------------------------------------- | -------------------------------------- | -------------------------------------- | -------------------------------------- | -------------------------------------- | -------------------------------------- | -------------------------------------- | -------------------------------------- | -------------------------------------- | -------------------------------------- | -------------------------------------- | -------------------------------------- | -------------------------------------- | -------------------------------------- |
| Temp. máx. abs. (°C)                   | 34.4                                   | 35                                     | 35.6                                   | 34.4                                   | 34.4                                   | 33.9                                   | 33.3                                   | 35.6                                   | 33.9                                   | 33.3                                   | 32.8                                   | 33.9                                   | 35.6                                   |
| Temp. máx. media (°C)                  | 31                                     | 30.2                                   | 30.4                                   | 30.6                                   | 30.9                                   | 30.7                                   | 30.9                                   | 30.8                                   | 31                                     | 31.3                                   | 31.3                                   | 30.9                                   | 30.8                                   |
| Temp. media (°C)                       | 27.5                                   | 27.4                                   | 27.6                                   | 27.7                                   | 27.7                                   | 27.6                                   | 27.4                                   | 27.2                                   | 27.4                                   | 27.4                                   | 27.8                                   | 27.5                                   | 26.7                                   |
| Temp. mín. media (°C)                  | 24.4                                   | 24.6                                   | 24.7                                   | 24.7                                   | 24.5                                   | 24                                     | 24                                     | 23.5                                   | 23.7                                   | 23.6                                   | 24.3                                   | 24.1                                   | 24.2                                   |
| Temp. mín. abs. (°C)                   | 20                                     | 19.4                                   | 20                                     | 20                                     | 19.4                                   | 20                                     | 19.4                                   | 20.6                                   | 19.4                                   | 17.8                                   | 18.9                                   | 20.6                                   | 17.8                                   |
| Precipitación total (mm)               | 246                                    | 206                                    | 234                                    | 318                                    | 312                                    | 328                                    | 335                                    | 358                                    | 363                                    | 280                                    | 290                                    | 274                                    | 3544                                   |
| Días de lluvias (≥ 1 mm)               | 20                                     | 17                                     | 19                                     | 21                                     | 24                                     | 25                                     | 25                                     | 24                                     | 22                                     | 23                                     | 23                                     | 22                                     | 275                                    |
| Fuente: Weatherbase                    |                                        |                                        |                                        |                                        |                                        |                                        |                                        |                                        |                                        |                                        |                                        |                                        |                                        |

## Lugares de interés
La Catedral del Inmaculado Corazón de María, dedicada a finales de los años sesenta, se ubica en el este de la ciudad en la comunidad de Tunnuk. Es la sede de la diócesis de Islas Carolinas. El museo Memorial Kimiuo Aisek, inaugurado en 2014, es el único museo en el estado federado de Chuuk. Se dedica a la etnología de las islas y a la Operación Hailstone.
Delante de la cueva Nantaku Cave del Monte Teroken en el sudeste de Weno que ofrece una vista panorámica de la isla, se puede visitar un cañón antiaéreo japonés y otros pertrechos bélicos más que dejaron los japóneses después de su derrota. Hay petroglifos en las rocas de basalto de las cuestas del Monte Tonachau en el nordeste de Weno. El histórico lugar Wiichen Men's Meeting House se ubica en el este de Weno cerca del pueblo Peniesene. Se trata de un lugar para bañarse en el río Wiichen donde se puede visitar otros petroglifos más.